# 이승미 (정치인)
이승미(1975년 5월 12일 ~ )는 대한민국의 정치인이다. 현재 제10대 서울특별시의회 의원으로 활동하고 있다. 충청남도 부여군에서 태어났으며, 경희대학교 미디어커뮤니케이션대학원에서 전략커뮤니케이션학 석사를 졸업했다.

## 학력
- 대전신일여자고등학교
- 서경대학교
- 경희대학교 미디어커뮤니케이션대학원 전략커뮤니케이션학 석사

## 경력
- 제10대 서울특별시의회 후반기 교통위원회 부위원장
- 제10대 서울특별시의회 전반기 교통위원회 위원
- 제10대 서울특별시의회 정책위원회 위원
- 제10대 서울특별시의회 예산결산특별위원회 위원
- 제10대 서울특별시의회 윤리특별위원회 위원
- 제10대 서울특별시의회 일자리특별위원회 위원
- 제10대 서울특별시의회 민생실천위원회 위원
- 제10대 서울특별시의회 공보부대표

## 역대 선거 결과
|  | 54.23% |

|  | 50.5% |

## 수상
- 2020 제8회 우수의정대상
- 2018 행정사무감사 우수의원상